# اکسپیری
اکسپیری (انگلیسی: Xperi) شرکت فناوری اطلاعات آمریکایی است، که در سال ۱۹۹۰ تأسیس شد.